# Лайбен
Лайбен (нем. Leiben) — ярмарочная коммуна (нем. Marktgemeinde) в Австрии, в федеральной земле Нижняя Австрия. 
Входит в состав округа Мельк.  Население составляет 1360 человек (на 31 декабря 2005 года). Занимает площадь 12,54 км². Официальный код  —  31519.

## Политическая ситуация
Бургомистр коммуны — Карл-Хайнц Шпринг (СДПА) по результатам выборов 2005 года.
Совет представителей коммуны (нем. Gemeinderat) состоит из 19 мест.
- СДПА занимает 13 мест.
- АНП занимает 6 мест.